# James Michael Dooley
James Michael Dooley (aussi connu comme James Dooley, James M. Dooley et Jim Dooley) est un compositeur de musiques de films américain né le 22 août 1976 à New York aux États-Unis. Il fait partie de la Remote Control Productions Team depuis 1999.
En 2007, il travaille sur l'album My Winter Storm de Tarja Turunen.
Il a également réalisé la bande son de Epic Mickey et de Epic Mickey : Le Retour des héros.

## Filmographie
2019
- Kim Possible de Zach Lipovsky et Adam B. Stein (téléfilm)

2011
- inFAMOUS 2 (jeu vidéo)

2009
- inFAMOUS (jeu vidéo)

2008
- Le Secret de la Petite Sirène de Peggy Holmes (film vidéo)
- Le Monde merveilleux de Impy de Holger Tappe

2007
- Bachelor Party: The Second Coming de James Ryan
- École paternelle 2 de Fred Savage
- Pushing Daisies de Bryan Fuller (série télévisée)
- Wolfenstein (jeu vidéo)
- Def Jam: Icon (jeu vidéo)
- Electroland de Gabriel London (court métrage) (cocompositeur avec Mel Wesson)
- Les Simpsons, le film de David Silverman (musique de Hans Zimmer) (musiques additionnelles)
- Pirates des Caraïbes : Jusqu'au bout du monde de Gore Verbinski (musique de Hans Zimmer) (musiques additionnelles)

2006
- Les Aventures de Impy le Dinosaure de Holger Tappe
- Terreur sur la ligne de Simon West
- SOCOM: U.S. Navy SEALs - Combined Assault (jeu vidéo)
- First Flight de Cameron Hood (court métrage)
- What About Brian de Dana Stevens (série télévisée) (cocompositeur avec Blake Neely)
- Eragon de Stefen Fangmeier (musique de Patrick Doyle) (musique pour bande annonce)
- Spider-Man 3 de Sam Raimi (musique de Christopher Young) (musique pour bande annonce)
- Da Vinci Code de Ron Howard (musique de Hans Zimmer) (musiques additionnelles et musique pour bande annonce)

2005
- SOCOM 3: U.S. Navy SEALs (jeu vidéo)
- The Madagascar Penguins in "A Christmas Caper" de Gary Trousdale (court métrage)
- The Contender de Mark Burnett (série télévisée) (cocompositeur avec Steve Jablonsky)
- Ordinary Miracles de Michael Switzer (film TV)
- Jane Doe: Now You See It, Now You Don't de Armand Mastroianni (film TV)
- The Mars Underground de Scott J. Gill (documentaire TV)
- Detective de David S. Cass Sr. (film TV)
- Harry Potter et la Coupe de feu de Mike Newell (musique de Patrick Doyle) (musique pour bande annonce)
- Wallace et Gromit : Le Mystère du lapin-garou de Nick Park (musique de Julian Nott) (musiques additionnelles)
- Amityville d'Andrew Douglas (musique de Steve Jablonsky) (musiques additionnelles, programmation)
- Madagascar d'Eric Darnell (musique de Hans Zimmer) (musiques additionnelles)

2004
- Frenching de Kellie Martin (court métrage)
- Amour impossible de David S. Cass Sr. (film TV)
- The Hollywood Mom's Mystery de David S. Cass Sr. (film TV)
- Dead To Rights 2 (jeu vidéo)
- TimeWarner Road Runner : "El Cucuey" (publicité)
- Mercedes-Benz Atego (publicité)
- Mercedes-Benz Axor (publicité)
- Porsche Boxster : "Development" Trailer (publicité)
- Porsche Boxster : "Emo" Trailer (publicité)
- NY1 News Promo (publicité)
- Le Roi Arthur d'Antoine Fuqua (musique de Hans Zimmer) (musiques additionnelles et musique pour bande annonce)
- Man on Fire de Tony Scott (musique de Harry Gregson-Williams) (musique pour bande annonce)
- Thunderbirds de Jonathan Frakes (musique de Hans Zimmer et Ramin Djawadi) (musiques additionnelles)

2003
- HBO Sports : Rebels of Oaklands : The A's, The Raiders, The 70's de Frank Deford (documentaire TV)
- Skin de Jim Leonard (série télévisée)
- Come Lovely de Jake Davis (court métrage)
- History Channel : "Louisianna Purchase" (documentaire TV)
- Elf de Jon Favreau (musique pour bande annonce)
- Smooth de Matt Antell (court métrage)
- ESPN : "Greatest Games" (documentaire TV)
- Life After War de Brian Knappenberger (documentaire TV)
- Things Fall Apart de Yaniv Raz (court métrage)
- Northwest Medical (publicité)
- Eye Associates of New Mexico de Adam Turner (publicité)
- Marines : "Forever" (publicité)
- Tout peut arriver de Nancy Meyers (musique de Hans Zimmer et Heitor Pereira) (musiques additionnelles)
- Les Associés de Ridley Scott (musique de Hans Zimmer) (musiques additionnelles)
- Pirates des Caraïbes : La malédiction du Black Pearl de Gore Verbinski (musique de Klaus Badelt) (musiques additionnelles)
- Les Larmes du Soleil de Antoine Fuqua (musique de Hans Zimmer) (musiques additionnelles)

2002
- Untitled:003 Embryo de Mike Goedecke (court métrage)
- ESPN : "Citation" (documentaire TV)
- ESPN : "Richard Fowlers" (documentaire TV)
- National Geographic : "Ascent" (documentaire TV)
- National Geographic : "Dean Kamen" (documentaire TV)
- New Mexico Oil de Adam Turner (publicité)
- Mercedes-Benz Maybach (publicité) (cocompositeur avec Hans Zimmer)
- Le Cercle de Gore Verbinski (musique de Hans Zimmer) (musiques additionnelles)
- La Chute du faucon noir de Ridley Scott (musique de Hans Zimmer) (musiques additionnelles)
- Spirit, l'étalon des plaines de Kelly Asbury (musique de Hans Zimmer) (musiques additionnelles)
- La Machine à explorer le temps de Simon Wells (musique de Klaus Badelt) (musiques additionnelles)

2001
- Papal Cab de Kevin Sussman (court métrage)
- Area 52 de Adam Turner (film TV)
- Agua Dulce de Edgar Pablos (court métrage)
- The Clayfather de Ryan Nellis (court métrage)
- Hannibal de Ridley Scott (musique de Hans Zimmer) (design de la musique)
- Pearl Harbor de Michael Bay (musique de Hans Zimmer) (assistant de Hans Zimmer)
- Écarts de conduite de Penny Marshall (musique de Hans Zimmer) (assistant de Hans Zimmer)

2000
- Bit Players de Andy Berman (court métrage)
- Mission : Impossible 2 de John Woo (musique de Hans Zimmer) (assistant de Hans Zimmer)
- An Everlasting Piece de Barry Levinson (musique de Hans Zimmer) (assistant de Hans Zimmer)
- Gladiator de Ridley Scott (musique de Hans Zimmer et Lisa Gerrard) (assistant de Hans Zimmer)

1999
- The Good Man's Sin de Peter Sullivan (court métrage)